# Arctostaphylos montaraensis
Arctostaphylos montaraensis är en ljungväxtart som beskrevs av Roof. Arctostaphylos montaraensis ingår i släktet mjölonsläktet, och familjen ljungväxter. Inga underarter finns listade i Catalogue of Life.

## Bildgalleri

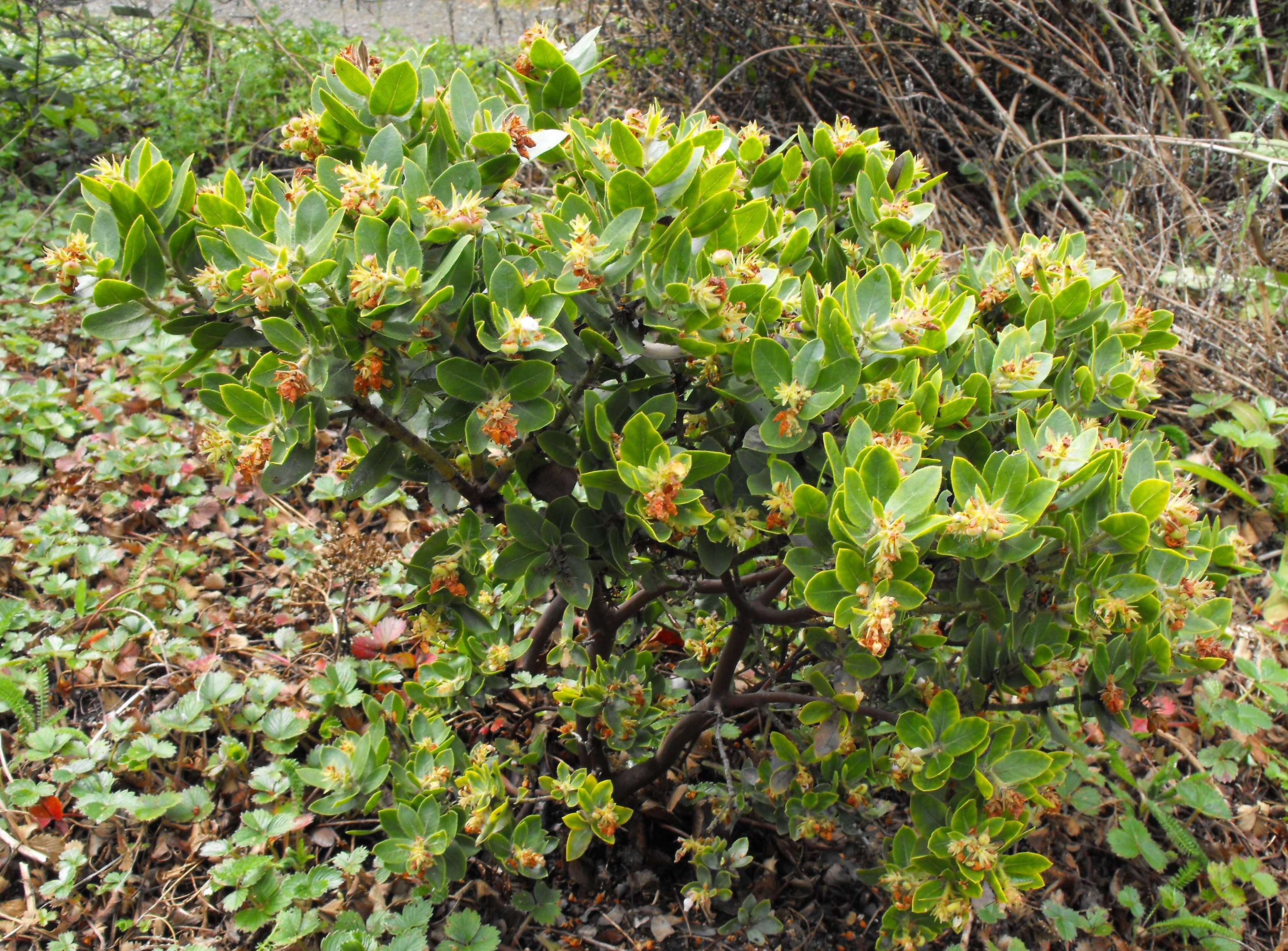